# Проект «Лира» (автоматическая межпланетная станция)
Проект Лира — технико-экономическое обоснование миссии звездолёта-зонда к межзвёздному объекту 1I/Оумуамуа, анонсированное 30 октября 2017 года Инициативой межзвёздных исследований (i4is).

## Обзор
Оумуамуа имеет слишком высокую скорость для всех существующих в настоящее время космических кораблей, тем не менее «Инициатива по межзвёздным исследованиям» изучила потенциальные возможности отправки космического зонда к 1I/Оумуамуа.
Предлагаемые варианты для отправки космического зонда к Оумуамуа в сроки от 5 до 10 лет основаны на использовании гравитационного манёвра при облёте Юпитера, за которым следует облёт Солнца расстоянии 3-х солнечных радиусов, чтобы воспользоваться эффектом Оберта.
Также рассматриваются более продвинутые варианты использования солнечного парусного, электрического и парусного лазерного двигателя, основанного на технологии Breakthrough Starshot. 
Проблема заключается в том, что нужно достигнуть астероида за наименьшее время (и, следовательно, на минимально возможном расстоянии от Земли), и при этом иметь возможность получить полезную научную информацию. Если зонд будет разогнан до слишком большой скорости, он не сможет попасть на орбиту или приземлиться на астероид, и просто пролетит мимо него, двигаясь со скоростью, составляющей много диаметров астероида в секунду. Авторы делают вывод, что, несмотря на сложность задачи, миссия столкновения теоретически может быть осуществима с использованием существующих технологий.